# 盧映錡
盧映錡（1985年4月6日—），台灣女子舉重運動員，出身於屏東縣。

## 生涯
盧映錡就讀至正國中三年級時加入屏東縣女子舉重隊，接受教練鄭志郎的訓練，最後畢業於大仁科技大學。
她曾於2006年世界举重锦标赛63公斤级第8名，总成绩为215公斤。曾代表中華台北參加2008年北京奧運舉重比賽女子63公斤級獲得銅牌，成績為抓舉104公斤、挺舉127公斤總計231公斤。她於2009年香港東亞運再度拿下女子舉重63~69公斤級銅牌。
2016年8月，2008年夏季奧林匹克運動會舉重女子63公斤級銀牌得主伊琳娜·涅克拉索娃遭到國際舉重總會公布藥檢呈陽性反應，此後確定盧映錡遞補銀牌。2018年1月，盧映錡獲得頒發銀牌。